# Atef Salem
Atef Salem (árabe: عاطف سالم) (23 de julio de 1927-30 de julio de 2002) fue un director de cine egipcio. Dirigió treinta y dos películas entre 1954 y 2001. Muchas de ellas fueron escritas por el novelista Naguib Mahfouz. Su filme de 1967, Khan el khalili, ingresó en el quinto Festival Internacional de Cine de Moscú.

## Filmografía selecta
- Gaaluni mujriman (Me han convertido en un asesino) (1954)
- Om El Arrousa (Mother of the Bride) (1963)
- Khan El Khalifi (1967)